# Julien Baudoin
Pour les articles homonymes, voir Baudouin.
Julien Baudoin, (vers 1676, Laval - 20 octobre 1761), est un ecclésiastique et écrivain français.

## Biographie
L'abbé Angot indique que tous les auteurs le nomment à tort Nicolas-Joseph, ou Nicolas-Jean. Il appartient à une famille de commerçants lavallois, citée en 1551 parmi les notables de Changé, habitant le quartier de Bootz.
Maître es-arts de la faculté d'Angers, 1698, puis bachelier en théologie, il est pourvu le 30 avril 1716 par Roger du Crévy, évêque du Mans, d'un canonicat à la Collégiale Saint-Michel de Laval, après décès de Jean Guérin et sur présentation de Henri de Montbourcher,  seigneur de Poligné.
Janséniste comme la plupart de ses confrères, il prend part aux luttes doctrinales de son époque et écrit deux ouvrages sur la liturgie. Il consacra une longue vie à la pratique exacte et uniforme des devoirs de son état, et à l'étude de la science ecclésiastique qu'il avait la réputation de posséder dans un haut degré. 11 est auteur de plusieurs dissertations  sur quelques points assez délicats de la liturgie. Il a aussi fait un ouvrage qui a pour titre : De l'Éducation d'un jeune Seigneur.
Il est inhumé le 20 octobre 1761, à l'âge de 85 ans, dans la Collégiale Saint-Michel de Laval.

## Œuvres
- Apologie des cérémonies de l'Église, expliquées dans leur sens naturel et littéral, etc. Bruxelles (Paris), 1712, in-12[1]. ;
- Remarques critiques sur un livre de M. l'abbé de Vallemont, intitulé : Dissertation du secret des mystères. Bruxelles, 1717, in-8[2]. ;
- De l'Éducation d'un jeune Seigneur. Paris, 1717, in-8[3],[4]. ;
- Dissertations sur la liturgie.

## Sources partielles
- « Julien Baudoin », dans Alphonse-Victor Angot et Ferdinand Gaugain, Dictionnaire historique, topographique et biographique de la Mayenne, Laval, A. Goupil, 1900-1910 [détail des éditions] (BNF 34106789, présentation en ligne)
- « Julien Baudoin », dans Louis-Gabriel Michaud, Biographie universelle ancienne et moderne : histoire par ordre alphabétique de la vie publique et privée de tous les hommes avec la collaboration de plus de 300 savants et littérateurs français ou étrangers, 2e édition, 1843-1865 [détail de l’édition]